# Büecke
Büecke – dzielnica (Ortsteil) wiejskiej gminy Möhnesee w powiecie Soest, w kraju związkowym Nadrenia Północna-Westfalia, w rejencji Arnsberg.

## Demografia
W 1871 roku, jeszcze za czasów pruskich, w Büecke mieszkało 118 mieszkańców. Czternaście lat później liczba ta spadła do 104. Na początku XX wieku liczba mieszkańców wzrosła do 142 (1910), a w 1939 roku spadła do 115. W 2020 roku w Büecke mieszkało 122 mieszkańców.
Według spisu ludności z grudnia 2024 roku, w Büecke mieszkało 111 mieszkańców, co stanowi 0,91% wszystkich mieszkańców Möhnesee. 55 mieszkańców to mężczyźni, a 56 to kobiety. Dla 108 mieszkańców Büecke jest głównym miejscem zamieszkania, a dla trojga drugim miejscem zamieszkania.

## Geografia

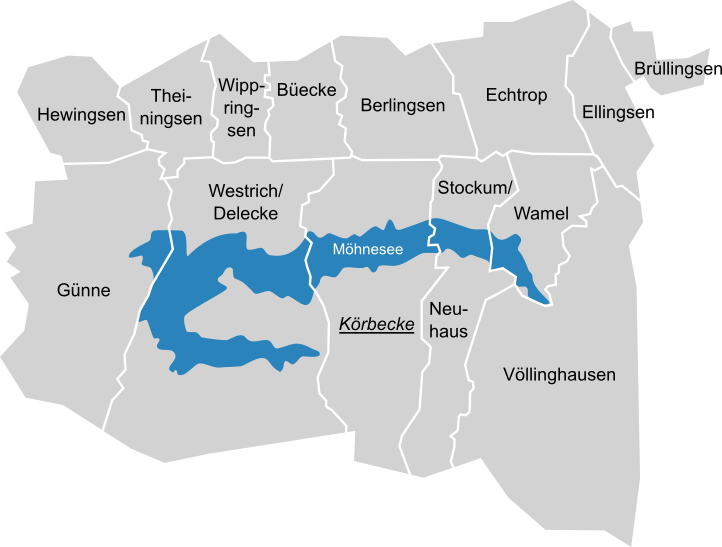
Podział administracyjny Möhnesee

Büecke leży w północnej części gminy Möhnesee i graniczy z czterema innymi dzielnicami: Wippringsen, Westrich, Körbecke i Berlingsen.

## Etymologia
Büecke miała z czasem wiele nazw, które przeważnie nawiązywały do lasów bukowych, które pokrywały wtedy tamtejsze okolice. W 1210 roku wieś nazywała się Bucholt. Nazwa oznacza "mała osada" (niem. kleine Siedlung).

## Historia
Pierwsza udokumentowana wzmianka o tym miejscu pochodzi z około 1200 roku.
Według § 1 "Name, Bezeichnung, Gebiet" zawartego w "Hauptsatzung der Gemeinde Möhnesee, Kreis Soest" (Główne statuty gminy Möhnesee, powiat Soest) Büecke jest, wraz z czternastoma innymi dzielnicami, od 1 lipca 1969 roku częścią gminy Möhnesee.

## Polityka
Burmistrzem Büecke (niem. Ortsvorsteher) jest Dirk Mackenroth.